# Wunderkugel

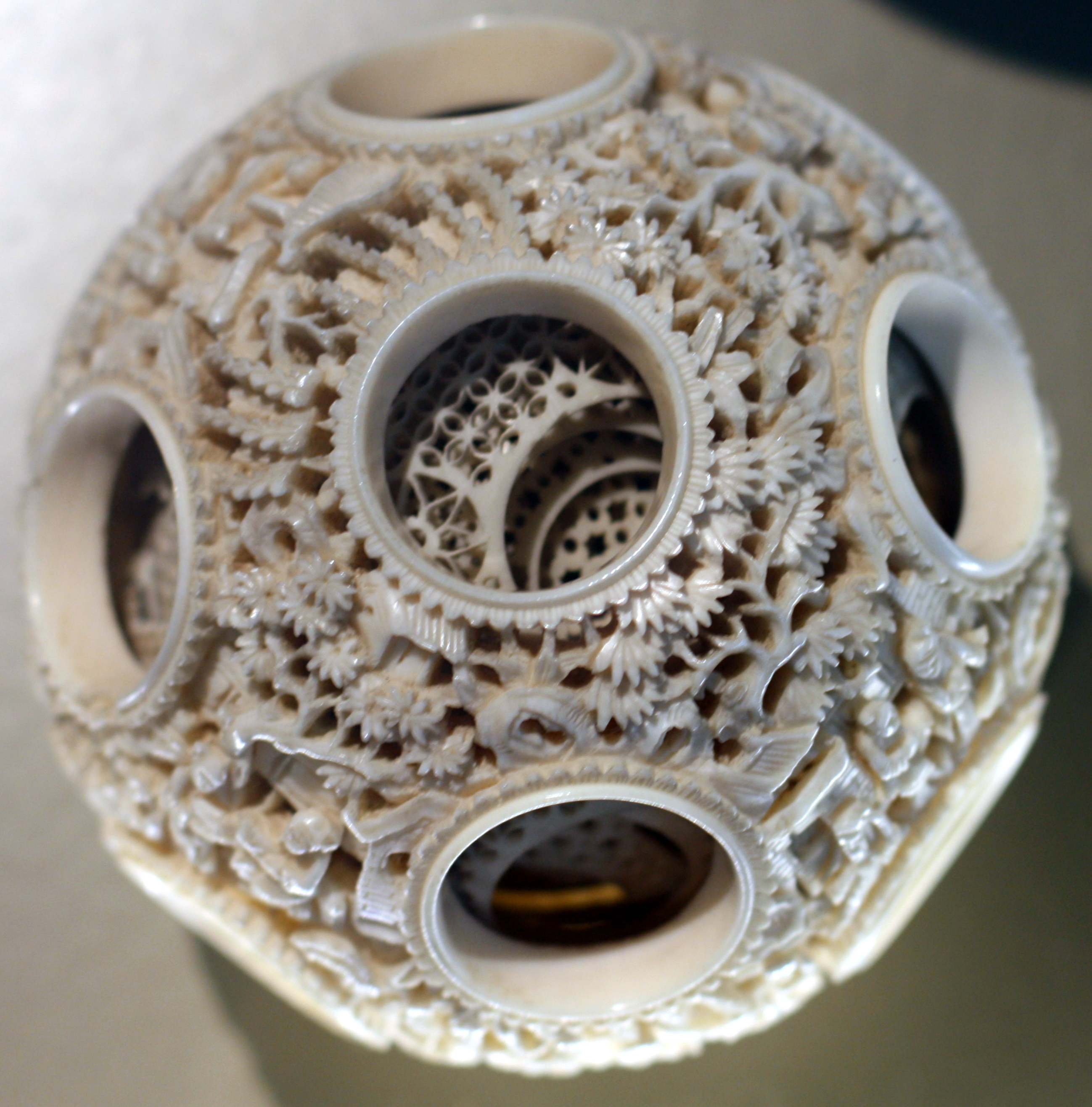
Wunderkugel im Überseemuseum Bremen

Wunderkugeln oder Chinesische Bälle (oder Contrefait-Kugeln) werden hohle Kugeln aus Elfenbein genannt, in deren Inneren sich weitere Kugeln mit immer geringerem Durchmesser befinden.

## Gestaltung
Die inneren Kugeln sind durch meist kreisförmige Aussparungen in den äußeren Kugeln sichtbar. Da eine Wunderkugel aus einem Stück gefertigt ist, ruft die handwerkliche Arbeit oft Staunen hervor. Wunderkugeln gehörten deshalb oft zur Sammlung von fürstlichen Wunderkammern. Die kunstvollen Verzierungen und Durchbrechungen der einzelnen Kugelschalen wurden von Hand vorgenommen.

## Geschichte
Die Kugeln wurden nicht, wie zur Zeit ihrer Entstehung von den meisten Menschen angenommen, handgeschnitzt, sondern vielmehr gedrechselt. Daher wird vermutet, dass die Herstellungstechnik in Europa und nicht in China erfunden wurde, da für die Herstellung eine große Praxis an Drehkunst erforderlich ist, was damals auf China nicht zutraf.
Die in Europa entstandenen Wunderkugeln sind meistens glattwandig, die chinesischen Varianten weisen dagegen an den beiden äußeren Kugeln ein reiches Schnitzdekor auf.